# عزة أنور
عزة أحمد أنور رمضان وتشتهر عزة أنور (مواليد 10 أكتوبر 1968) هي كاتبة وصحفية مصرية، تتخصص في كتابات القصة والمسرح وأدب الأطفال.

## دراستها
تخرجت من الجامعة عام 1990 بليسانس الآداب تخصص الفلسفة، وحصلت على دبلوم المسرح عام 1996، وليسانس التربية تخصص اللغة الإنجليزية عام 2001.

## أعمالها

### مؤلفاتها
- العصافير لاتحلق بعيدا، هيئة قصور الثقافة، 1996
- على مرمى بصر، 2004
- صباح دافيء، الهيئة العامة للكتاب

### قصص أطفال
- بيت من الرمل، 1995
- نحرور مطرب مغمور، الهيئة العامة لقصور الثقافة، 2001
- شجرة عمرو، الهيئة العامة للكتاب، 2007
- ضفدع يفهم الدرس جيدا، الهيئة العامة للكتاب
- مدينة العجائب
- مدينة الألوان (مسرحية)
- قالت جدتي
- أياح حتب، دار الهلال
- مدينة العجائب، المركز القومى لثقافة الطفل
- يحيى حقي
- سفينة السحاب وقوس قزح، الهيئة العامة للكتاب
- خيال المآتة وحورية القمر، قطر الندى
- منظار لولي، حكايات النعامة لولي، دار أصالة. لبنان
- عيد ميلاد لولي، حكايات النعامة لولي، دار أصالة. لبنان
- رحلة لولي، حكايات النعامة لولي، دار أصالة. لبنان

### مقالات
- شهر زاد، مجلة القاهرة، العدد 148، مارس 1995[3]
- بيت العائلة، مجلة إبداع، العدد 7، يوليو 1996[4]
- الكرسي الشاغر، مجلة الهلال، العدد 7، يوليو 2006[5]

## الجوائز
- جائزة هيئة قصور الثقافة، 1995
- جائزة أخبار الأدب، 1996
- جائزة أدب الحرب، 1997
- جائزة أولى هيئة قصور الثقافة، 2000